# Enrique Arce
Enrique Javier Arce Temple (València, 8 d'octubre de 1972) és un actor de cinema i televisió valencià.
Arce va néixer a València, el 8 d'octubre de 1972. Va estudiar dret a la universitat, però durant el seu quart any va decidir dedicar-se a la interpretació. Va guanyar Ellos i Elles, un programa de televisió valencià del Canal Nou, i va utilitzar els dos milions de pessetes (aproximadament 12.500 euros) per pagar els seus estudis a l'Acadèmia Americana d'Arts Dramàtiques. Ha desenvolupat la seva carrera a Espanya i a l'estranger.
Va estar casat amb l'actriu Cristina Peña i va conviure amb la nedadora sincronitzada olímpica Gemma Mengual entre 2005 i 2008.

## Carrera[calcitació]

### Cinema
- El corazón del guerrero (2000)
- Menos es más (2000)
- One of the Hollywood Ten (2000)
- Fidel (2002)
- Beyond Re-Animator (2003)
- Schubert (2005)
- Manolete (2007)
- Arte de Roubar (2008)
- 9 Meses (2010)
- Iron Cross (2010)
- Bad Investigate (2018)
- Tango One (2018)
- Terminator: Dark Fate (2019)
- Kobiety Mafii II (2019)

### Televisió
- Petra Delicado (1999) com a Pérez
- Periodistas (2000–2001) com a Edu Cabrera
- Compañeros (2001–2002) com a Javier Quevedo
- Tirando a dar (2006) com a Paco
- Génesis: En la mente del asesino (2007) com a Julián Balaguer
- Sin tetas no hay paraíso (2008) com a Santiago Navarro
- Singles (2008) com a Fran
- Tarancón. El quinto mandamiento (2010) com a Father Redó
- Física o Química (2010–2011) com a professor Arturo Ochando
- Amar en tiempos revueltos (2012) com a Emilio Álcazar
- El tiempo entre costuras (2012-)
- L'Alqueria Blanca (2012-) com a Raúl
- La casa de papel (2017-) com a Arturo Román
- Knightfall (2017-) com a Rodrigo of Catalonia